# Passage de la Trinité
Passage de la Trinité je ulice ve 2. obvodu v Paříži.

## Poloha
Passage de la Trinité začíná u domu č. 164, rue Saint-Denis a končí u č. 21, rue de Palestro.

## Dějiny
Jedná se o bývalý vstup do špitálu Trinité a sousedního kláštera, po kterých nese své jméno. Budovy staré nemocnice byly zbořeny v roce 1817. Pasáž byla otevřena v roce 1827. 